# Дворец Шандора

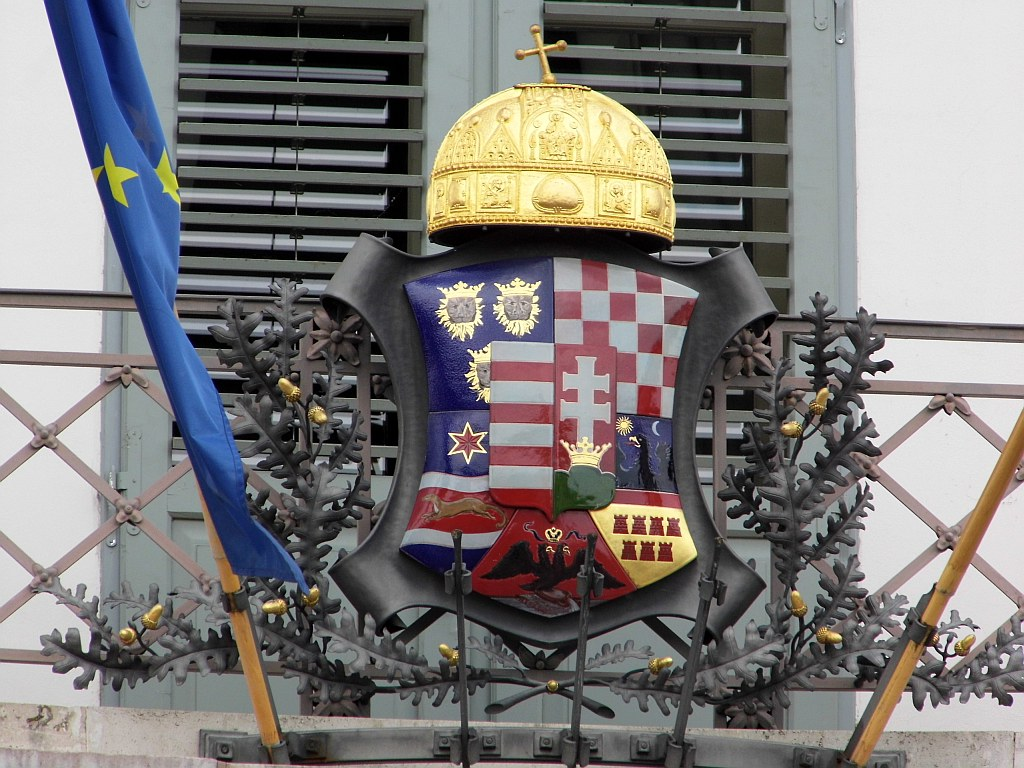
Герб королевства Венгрия

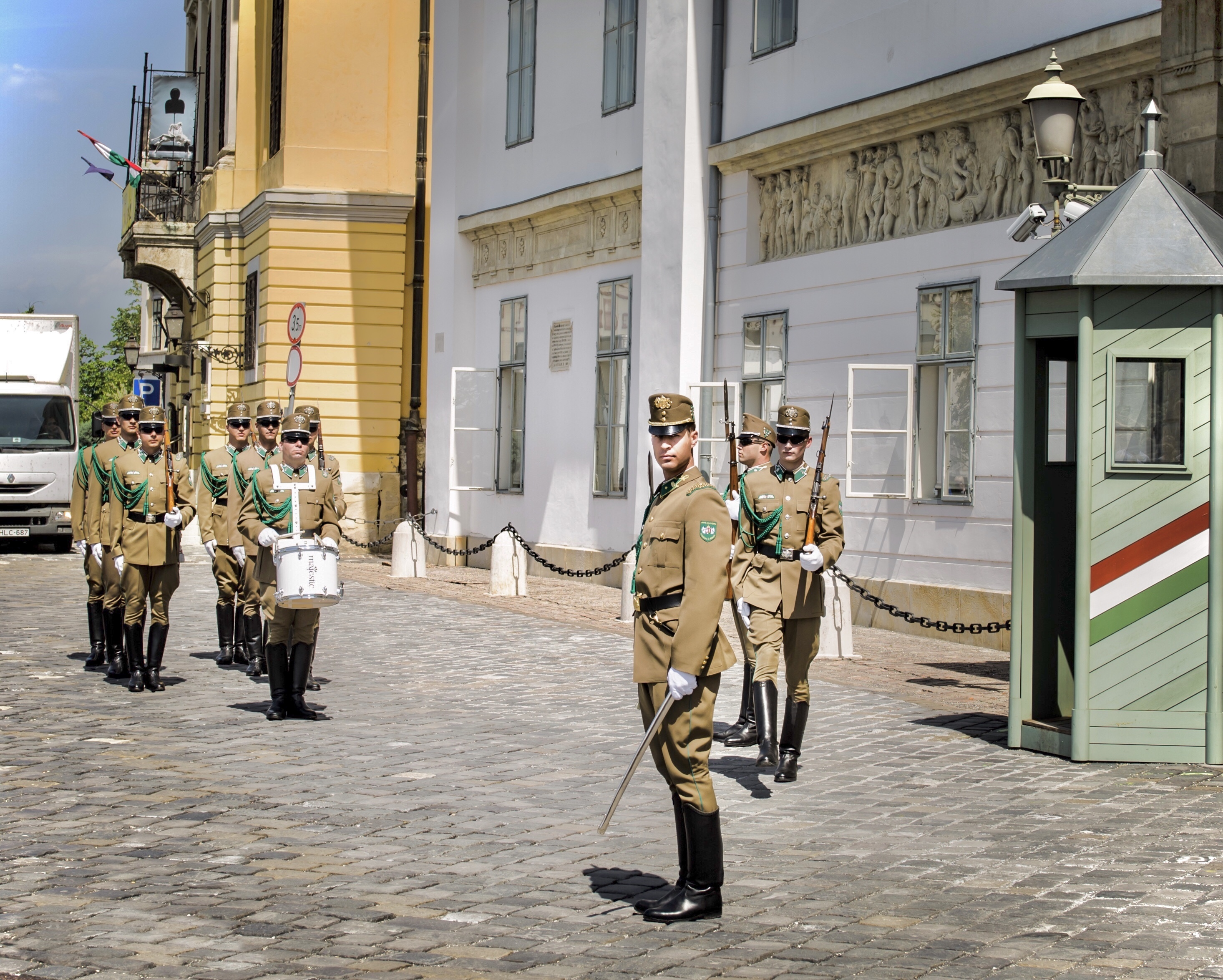
Почётный караул у юго-западного входа

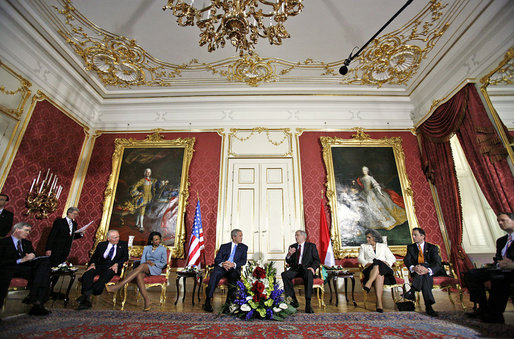
Президент США Джордж Буш-младший и президент Венгрии Ласло Шойом в «красном зале»

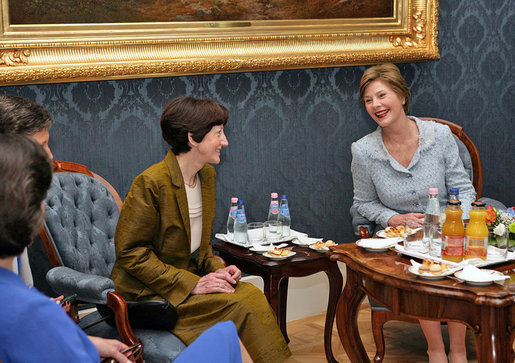
Первая леди США Лора Буш и первая леди Венгрии Эржебет Шойом в «синем зале»

Дворец Ша́ндора (венг. Sándor-palota) — дворец в Будайской крепости на площади Святого Георгия, построенный в 1806 году по проекту архитектора Михая Поллака для графа Шандора. С августа 1919 года по июнь 1941 года во дворце Шандора работали премьер-министры Венгрии. Во время Второй мировой войны дворец был полностью разрушен. Восстановительные работы завершились только в 2002 году. С 22 января 2003 года дворец Шандора является официальной резиденцией президента Республики. По своим размерам занимает 37-е место среди дворцов современной Венгрии.
Фасад дворца Шандора украшен барельефами, изображающими греческих богов и сцену посвящения графа Шандора в рыцари. На восточной стене дворца установлена мемориальная доска в честь графа Пала Телеки, премьер-министра Венгрии накануне Второй мировой войны. В знак протеста против решения пропустить через территорию Венгрии германские войска он покончил жизнь самоубийством. Интерьеры дворца славятся своими гобеленами, хрустальными люстрами и картинами Кароя Лотца.
Дворец Шандора открыт для посетителей только один раз в году, обычно в сентябре, когда в рамках ежегодных Дней культурного наследия Венгрии в нём проводится выставка.

## История
В 1803 году началось строительство дворца в неоклассическом стиле, который был достроен в 1806 году. Ему присвоили имя графа Винцента Шандора, философа и представителя австро-венгерского дворянства. Его сын Мориц Шандор стал известным артистом цирка, выступавшим в Будапеште и Вене. Следующим владельцем дворца был эрцгерцог Альбрехт Австрийский, герцог Тешенский, который был имперским губернатором Венгрии вплоть до Венгерского восстания 1848 года. После провала восстания здание и прилежащие к нему строения были переданы правительству и переделаны под правительственные учреждения.
Одним из наиболее известных политиков, владевших когда-либо этим зданием, был Дьюла Андраши, премьер-министр Королевства Венгрии. Он арендовал дворец в 1867 году у семейства Паллавичини, а позже окончательно приобрёл его. Андраши провёл ремонт дворца по проекту архитектора Миклоша Ибля, обновив первый этаж и переоборудовав в свой рабочий кабинет. Второй этаж стал личными покоями Андраши. Всего 19 премьер-министров Королевства Венгрии проживали в этом дворце, переделывая его под стать своим вкусам.
С 1919 года дворец Шандора был официальной резиденцией премьер-министра Венгрии до начала Второй мировой войны. 3 апреля 1941 года премьер-министр Пал Телеки застрелился в этом здании, выразив свой протест против вступления Венгрии в войну против Югославии. Спустя 4 года авиация антигитлеровской коалиции во время авианалёта на Будапешт разбомбила дворец, который сгорел дотла. Почти всё, что уцелело во дворце, потом досталось советским войскам и их союзникам в качестве трофея. Дворец так и простоял в разрушенном состоянии вплоть до перехода Венгрии к демократии. В 1989 году началось восстановление дворца благодаря опытной команде рабочих: в первую очередь они восстановили крышу и разрушенные стены. В 2002 году дворец был открыт: в нём были установлены точные копии предметов быта, которые были уничтожены во время войны.
Реставрация велась на основе синек, датируемых 1983 годом, и высокодетализированных современных карт.

## Архитектура и оформление

### Экстерьер
На юго-западном фасаде дворца, выходящем на площадь, находятся лёгкие двери зелёного цвета с надписью над ними «Администрация президента Венгрии» (венг. Köztársasági Elnöki Hivatal). На железной балюстраде над надписью изображён современный герб Венгрии вместе с флагами Венгрии и Евросоюза.
На южном фасаде дворца находятся те же двери без надписей. На железной балюстраде установлены флаги Венгрии и Евросоюза вместе с историческим гербом Венгрии, на котором изображены также гербы Далмации, Хорватии, Славонии, Фиуме и Трансильвании. Над вторым этажом на юго-восточной стороне расположен стилизованный античный тимпан с римскими цифрами MDCCCVI (1806, год окончания строительства).

### Интерьер
Вход для гостей открыт через южные ворота по главной лестнице с мягкой блестящей поверхностью и элегантными позолоченными чугунными перилами. Вестибюль украшен простыми полосатыми дамасскими гобеленами, у стены стоят стулья в стиле бидермейер. Круглый зал — точная копия зала, оформленного в 1928 году Режё Хикишем, с белыми стенами и украшенным фресками потолком. Предметы и статуи в нишах являются точными копиями тех, что были во дворце. Малый имперский зал ранее соединял общие и частные комнаты дворца. В настоящее время в нём проводит неформальные встречи Президент Венгрии. Стены выровнены благодаря панелям с мифологическими фигурами, созданным Кароем Лотцем, на потолке присутствует восьмиугольное изображение богини.
Синий зал (или Гобеленовый зал) — самая изысканная комната во дворце в мебелью в стиле барокко, используемая для крупных встреч. Красный зал (или зал Марии-Терезии) — самая элегантная комната во дворце. Ранее там находился портрет императрицы Марии-Терезии, который был безвозвратно утерян. Его место занял портрет Марии-Терезии в образе Королевы Венгрии. Автор фресок в комнате — Миклош Ибль. Комната специально приукрашена в знак примирения Монарха и Правительства, поэтому в ней нет портретов премьер-министров или президентов Венгрии, которые находятся в других залах.
Зеркальный зал используется Президентом для официальных встреч, в том числе приёмов послов. Конференц-зал находится в юго-западном крыле дворца (оттуда открывается вид на Дунай и замок Буда): полностью переделан в 1990-е годы после того, как оригинальная комната была уничтожена. Кабинет Президента, выдержанный в духе 1920-х годов, ранее использовался министрами: на стенах изображены портреты премьер-министров. Из Чайного зала, где расположены портреты Морица Шандора, открывается вид на центральный двор. В северо-восточном крыле дворца находится Рыцарский зал, где ранее находилась конюшня: там сохранились красные каменные лошадиные кормушки, а в Рыцарском зале позже стали проводить пресс-конференции.